# Вулиця Зеленого Клину (Київ)
Ву́лиця Зеле́ного Кли́ну — вулиця в Шевченківському районі міста Києва, місцевості Дехтярі та Нивки. Пролягає від вулиці Януша Корчака, потім поділяється на два відгалуження: до вулиці Марка Безручка та до вулиці Василя Данилевича. 
Прилучається вулиця Георгія Дудника. 

## Історія
Вулиця виникла у середині XX століття під назвою 868-ма Нова. 1955 року отримала назву Уссурійська вулиця.
Сучасна назва на честь Зеленого Клину — з 2022 року.